# Religiose francescane della Purissima Concezione
Le Religiose Francescane della Purissima Concezione (in spagnolo Religiosas Franciscanas de la Purísima Concepción) sono un istituto religioso femminile di diritto pontificio: le suore di questa congregazione pospongono al loro nome la sigla H.F.P.C.

## Storia
Nella notte tra il 14 e il 15 ottobre 1879 l'inondazione del fiume Segura a Murcia provocò la morte di centinaia di persone: per la cura degli orfani, l'8 dicembre 1879 la religiosa Francisca de Paula Gil Cano si trasferì da Cartagena a Murcia dando inizio alla nuova congregazione.
Il vescovo di Cartagena, Diego Mariano Alguacil Rodríguez, affiancò alla Gil Cano il frate minore osservante Francisco Manuel Malo y Malo, che diede alla comunità di Murcia i suoi primi statuti.
La prima missione all'estero fu aperta nel 1933 nel Salvador; dopo lo scoppio della guerra civile in Spagna, le suore incrementarono la loro presenza nell'America Latina (Costa Rica, Guatemala, Honduras).
L'istituto, aggregato all'ordine dei frati minori dal 12 gennaio 1918, ottenne il pontificio decreto di lode il 12 marzo 1900 e le sue costituzioni furono approvate dalla Santa Sede il 10 settembre 1903.

## Attività e diffusione
Le suore si dedicano all'insegnamento, all'assistenza sanitaria e alla cura di orfani e anziani.
Oltre che in Spagna, le suore sono presenti in Africa (Kenya, Mozambico) e nelle Americhe (Bolivia, Colombia, Costa Rica, Cuba, El Salvador, Guatemala, Honduras, Messico, Nicaragua, Panama); la sede generalizia è a Madrid.
Alla fine del 2011 la congregazione contava 401 religiose in 56 case.